# Метро (город)
Ме́тро (индон. Metro) — город в Индонезии, входит в состав провинции Лампунг. Территория города выделена в самостоятельную административную единицу — муниципалитет.

## Географическое положение
Город находится в юго-восточной части провинции, на юге острова Суматра, в относительно равнинной местности. Абсолютная высота — 70 метров над уровнем моря.

Метро расположен на расстоянии приблизительно 25 километров к северу от Бандар-Лампунга, административного центра провинции. Ближайший аэропорт расположен в 10 километрах к югу от города.

## Административное деление
Территория муниципалитета Метро подразделяется на пять районов (kecamatan), которые в свою очередь делятся на 22 сельских поселения (kelurahan). Общая площадь муниципалитета — 68,74 км².

## Население
По данным официальной переписи 2010 года, население составляло 142 733 человек. Динамика численности населения города по годам:
| 1990   | 2000    | 2005   | 2010    | 2012    |
| ------ | ------- | ------ | ------- | ------- |
| 73 259 | 118 725 | 95 894 | 142 733 | 148 493 |

## Экономика
Наиболее значимыми отраслями экономики города являются: сфера услуг — 22,94 % в структуре экономики, розничная торговля — 19,77 %, а также сельское хозяйство — 17,31 %. В черте города находится 3 342 гектара рисовых полей.